# The Beyoncé Experience

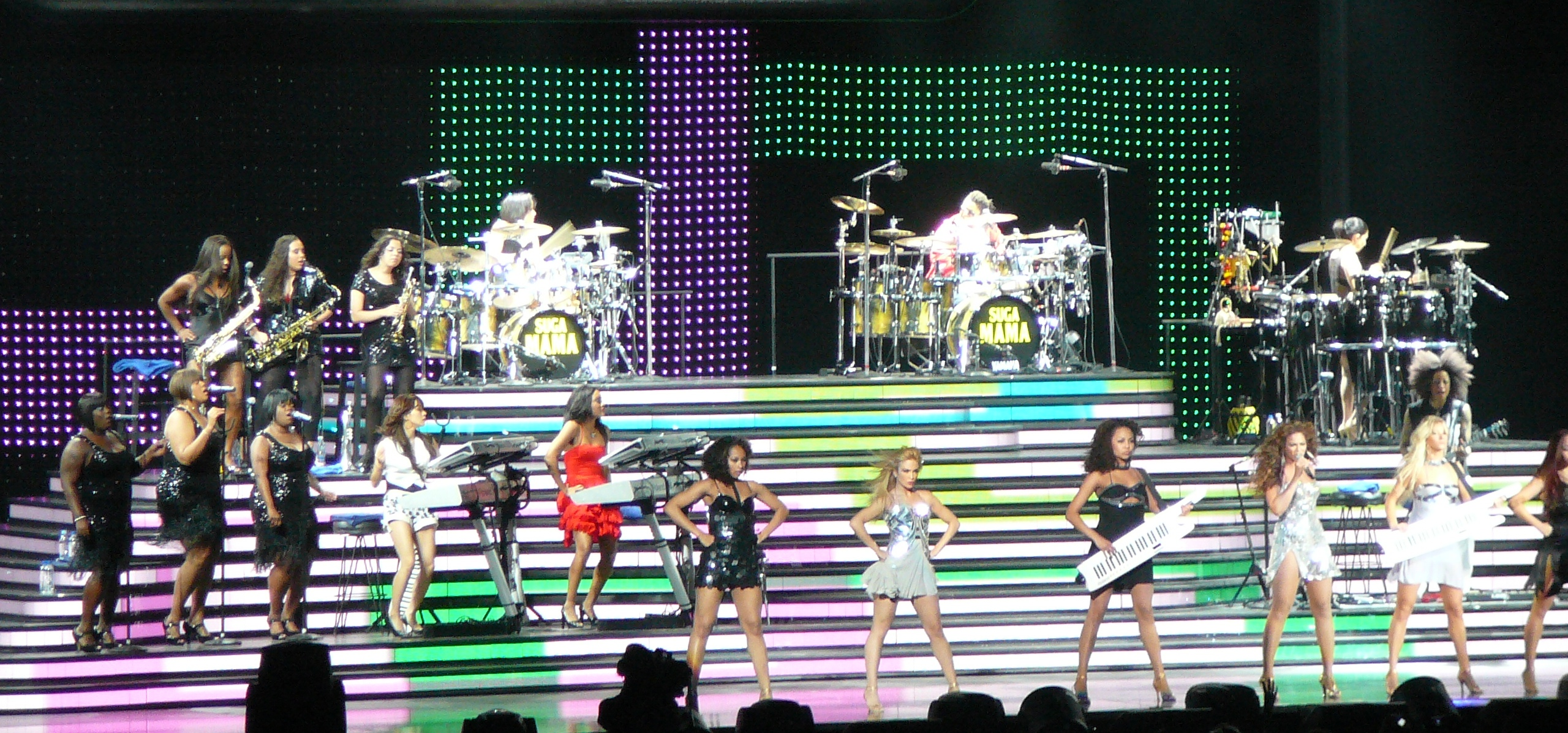
Beyoncé interpretând melodia „Green Light” în Suedia

The Beyonce Experience este un turneu al artistei americane Beyoncé Knowles. Unul dintre concerte a fost susținut și în România.

## Beyoncé în România
Beyoncé a concertat și în România în cadrul turneului mondial de promovare al albumului B’Day, The Beyoncé Experience. Concertul a avut loc pe data de 22 octombrie 2007 și a fost susținut la Cluj-Napoca în fața a peste 13,000 de persoane. Concertul a avut loc pe Stadionul Municipal Ion Moina. Concertul susținut de Beyoncé a urmat alte concerte mult aștepate de publicul român, cum ar fi concertele susținute de: The Rolling Stones, Depeche Mode, Shakira, Pussycat Dolls, 50 Cent etc. Prețul unui bilet a fost cuprins între 45 și 85 RON.